# Mount Vennum
Mount Vennum ist ein 1320 m hoher Berg an der Black-Küste des Palmerlands auf der Antarktischen Halbinsel. Er ragt im nordöstlichen Teil des Rowley-Massivs auf.
Der United States Geological Survey (USGS) nahm 1974 eine Vermessung vor. Das Advisory Committee on Antarctic Names benannte den Berg 1976 nach Walter
Robert Vennum (* 1941), Teilnehmer an einer Expedition des USGS Lassiter-Küste von 1972 bis 1973.